# H. B. Fyfe
Horace Bowne Fyfe Jr. (geboren am 30. September 1918 in Jersey City, New Jersey; gestorben am 17. November 1997 in Teaneck, New Jersey) war ein amerikanischer Science-Fiction-Autor.

## Leben
Fyfe war der Sohn von Horace Bowne Fyfe and Lillian, geborene Lewis. Er studierte zunächst an der George Stevens Academy in Maine.
Im Zweiten Weltkrieg diente er als Infanterist in Frankreich und Deutschland und wurde mit dem Bronze Star ausgezeichnet. Nach dem Krieg setzte er sein Studium fort und schloss 1950 cum laude mit einem Bachelor der Columbia University in New York ab.
1946 heiratete er Adeline Marie Dougherty. Nach deren Tod 1970 heiratete er 1975 Sonia V. Benedict.
Bereits 1940 hatte er erste SF-Kurzgeschichten veröffentlicht, aber erst nach Krieg und Studium begann er in größerem Umfang zu schreiben. Insgesamt veröffentlichte er knapp 60 Kurzgeschichten, zu denen auch die Reihe Bureau of Slick Tricks („Büro für schlaue Tricks“) gehört, in denen die Erde die Drehscheibe interstellaren Handels ist. Das BST – was offiziell für Bureau of Special Trading steht – hat die Aufgabe, durch alle möglichen Machenschaften dafür zu sorgen, dass das so bleibt.
Ein ähnliches Thema hat der Episodenroman D-99. Das Department 99 hat die Aufgabe, Erdbewohnern aus schwierigen Situationen zu helfen, in die sie auf fremden Planeten geraten sind.
Ab 2010 erschienen mehrere Sammlungen seiner Kurzgeschichten.
Die Schreibung seines mittleren Namens wechselt. Es erscheinen (auch in Buchtiteln) neben „Bowne“ auch „Browne“ und „Brown“. Hier wurde die Ansetzung der Library of Congress als „Fyfe, H. B. (Horace Bowne)“ übernommen.

## Bibliographie
Roman
- D-99. 1962.

Sammlungen
- H. B. Fyfe Resurrected: The Works of Horace Brown Fyfe. 2010.
- Anthology of Sci-Fi V7: The Pulp Writers: Horace Brown Fyfe. 2013.
- The Seventh Golden Age of Science Fiction Megapack. 2014.
- The 15th Golden Age of Science Fiction Megapack: H.B Fyfe. Volume 2, 2015.
- The 24th Golden Age of Science Fiction Megapack: H.B Fyfe. Volume 3, 2015.

Bureau of Slick Tricks-Reihe (Kurzgeschichten)
- 1 Bureau of Slick Tricks. 1948.
- 2 Special Jobbery. 1949.
- 3 Compromise. 1950.
- 4 Implode and Peddle. 1951.
- 5 Bluff-Stained Transaction. 1952.

Kurzgeschichten
- Locked Out. 1940.
- Hold That Comet! 1940. (mit F. H. Hauser)
- Sinecure 6. 1947.
- Conformity Expected. 1950.
- Spy Scare. 1950.
- In Value Deceived. 1950.
  - Deutsch: Zweierlei Wert. Übers. von Josef Jacobi. In: Walter Ernsting (Hrsg.): Utopia Science Fiction Magazin, #7, 1957.
- The Well-Oiled Machine. 1950.
- Afterthought. 1951.
- Experimentum Crucis. 1951. (als Andrew MacDuff)
- Protected Species. 1951.
  - Deutsch: Tierschutz. Übers. von Heinz Nagel. In: Brian W. Aldiss & Wolfgang Jeschke (Hrsg.): Titan 18. Heyne SF&F #3920, 1982, ISBN 3-453-30846-8.
- The Envoy, Her. 1951.
- Key Decision. 1951.
- Open Invitation. 1951.
- Temporary Keeper. 1951.
- This World Must Die! 1951.
- Yes, Sir! 1951.
- Thinking Machine. 1951.
- Perseveration. 1952.
- Calling World-4 of Kithgol! 1952.
- Time Limit. 1952.
- Ransom. 1952.
- Star-Linked. 1952.
- Incomplete Data. 1952.
- Manners of the Age. 1952.
- Extra-Secret Agent. 1952.
- Confidence. 1952.
- Let There Be Light. 1952.
  - Deutsch: Es werde Licht. Übers. von Klaus Weidemann. In: Walter Spiegl (Hrsg.): Science-Fiction-Stories 88. Ullstein Science Fiction & Fantasy #31027, 1981, ISBN 3-548-31027-3.
- Moonwalk. 1952.
- Knowledge Is Power. 1952.
- Fast Passage. 1953.
- The Compleat Collector. 1953.
- Exile. 1953.
- Romance. 1953.
- Irresistible Weapon. 1953.
- Koenigshaufen’s Curve. 1953.
- Luna Escapade. 1953.
- Variant: Lunar Escapade. 1953.
- Variant: Luna Escapade. 1953.
- Welcome, Strangers! 1954.
- The Shell Dome. 1955.
- The Night of No Moon. 1957.
- Fee of the Frontier. 1960.
- A Transmutation of Muddles. 1960.
- The Wedge. 1960.
- Satellite System. 1960.
- The Furies of Zhahnoor. 1960.
- Round-and-Round Trip. 1960.
- The Outbreak of Peace. 1961.
- Flamedown. 1961.
- Tolliver’s Orbit. 1961.
- The Talkative Tree. 1962.
- Star Chamber. 1963.
- The Klygha. 1963.
- The Clutches of Ruin. 1965.
- The Old Shill Game. 1967.
- Routine Report. 2015.
- Space-Conditioned. 2015.
- Afterglow. 2016. (mit John Gregory Betancourt)